# Сюань
Сюань (кит. упр. 宣, пиньинь xuān, тронное имя Иту Юйлюй-ди кит. упр. 伊屠於閭鞮, пиньинь Yitu Yulǚdi) — шаньюй хунну с 85 года по 88 год. Сын Ханя.

## Правление
По вступлении на престол Сюань разрешил южным хунну нападать на северных. В связи с этим зимой император Хань Чжан-ди получил письмо от пристава Мэн Юня, который доводил до сведения повелителя, что северные хунну страдают от набегов южан и винят в этом императора. Император, по совету министра Юань Аня, приказал приставу южных хунну Пан Фэню вернуть северным хунну в 2 раза больше скота, но наградить южных хунну, которые убили и пленили много северян. Шаньюй вновь послал князя Шицзы, который успешно напал на северных хунну. В 87 сяньбийцы напали на северных хунну, в битве пал шаньюй северных хунну Юлю, его тело как трофей сяньби забрали с собой. Роды Цзюэлань, Чубину, Дусюй, и ещё 58 родов переселились к южным хунну. Среди них было только 8 000 воинов, остальные женщины, старики, дети.
В 88 Сюань скончался, двоюродный брат Туньтухэ стал шаньюем.